# Deutscher Synchronpreis

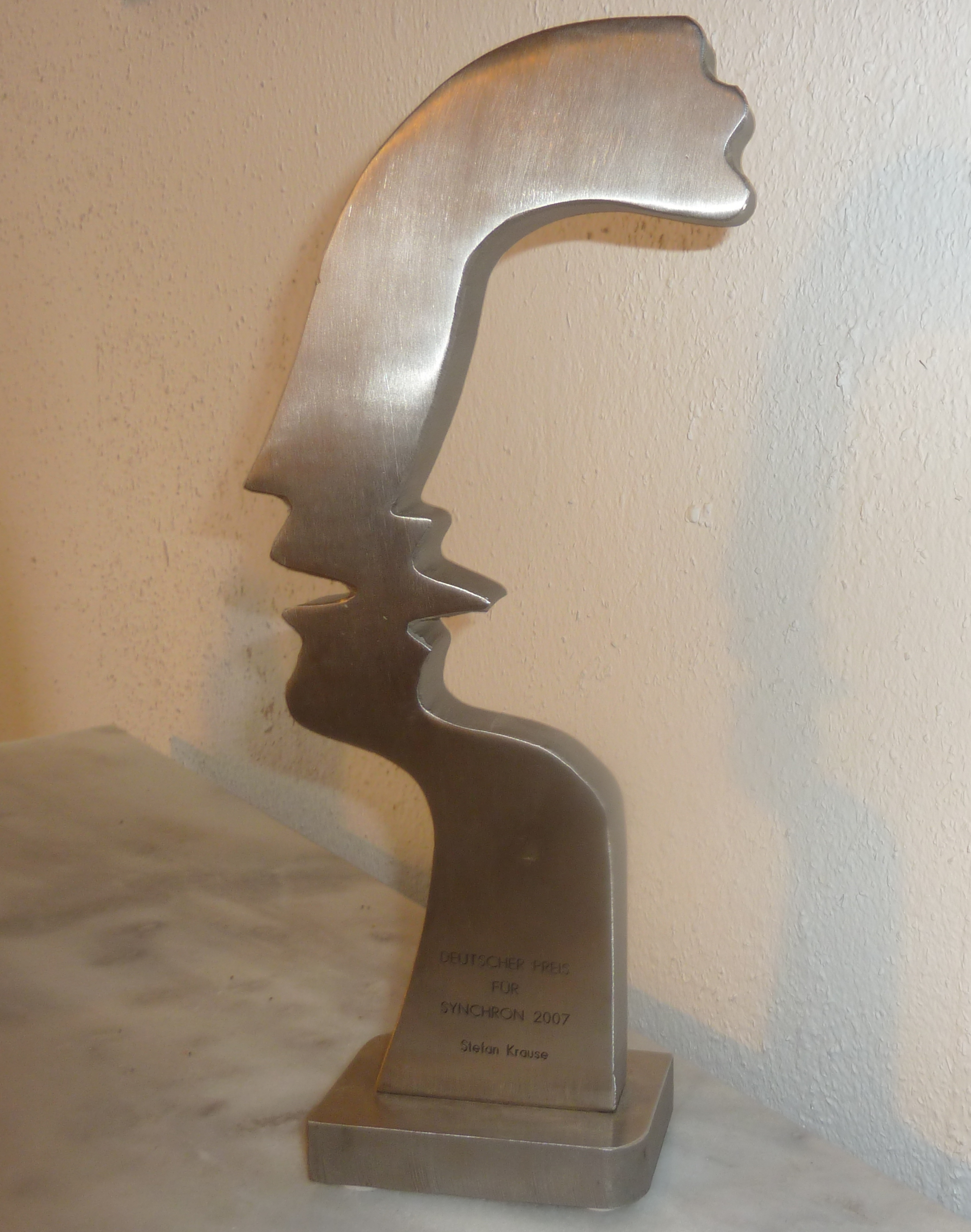
Edelstahlplastik, in dieser Form von 2001 bis 2010 verliehen

Der Deutsche Synchronpreis ist der einzige Jurypreis für Filmsynchronisation im deutschsprachigen Raum.
In den Jahren 2001 bis 2010 wurde er als Deutscher Preis für Synchron an einzelne Synchronsprecher, Dialogbuchautoren und Dialogregisseure sowie an gesamte Produktionen vergeben. Die Auszeichnung wurde im Jahr 2018 durch den Interessenverband Synchronverband e. V. – Die Gilde reaktiviert und im Mai 2019 erstmals wieder verliehen.

## Hintergrund

### Deutscher Preis für Synchron (2001–2010)
Die Verleihung des undotierten Preises fand jährlich im Rahmen einer Gala statt. Die Preisträger erhielten eine etwa 30 cm hohe Edelstahlplastik der Künstler Paul Böckelmann und E.R.N.A., die – als Metapher für die Stimme hinter dem Original – ein Doppelprofil darstellt. Schirmherrin der Veranstaltung war die Ministerin für Wissenschaft, Forschung und Kultur des Landes Brandenburg.
Nachdem der Preis zu Beginn in drei Kategorien vergeben worden war, stieg die Anzahl in den Folgejahren an. Vorschlagsberechtigt waren „alle […] im deutschsprachigen Raum ansässigen Verleiher, Filmproduzenten, TV-Sender, Synchronstudios sowie Personen und Unternehmen, die an der jeweiligen Synchronarbeit beteiligt waren“. Die Auswahl traf eine jährlich wechselnde Jury, bestehend aus fünf bis sechs Mitgliedern. Im Jahr 2010 waren dies:
- Nana Spier (Synchronschauspielerin, Dialogbuchautorin und Dialogregisseurin),
- Stefan Ludwig (Dialogbuchautor und Dialogregisseur),
- Harald B. Wolff (Dialogbuchautor, Dialogregisseur und Kommunikationsdesigner),
- Anke Reitzenstein (Synchronschauspielerin und Dialogregisseurin) sowie
- Clemens Frohmann (Dialogbuchautor und Synchronregisseur).[4]

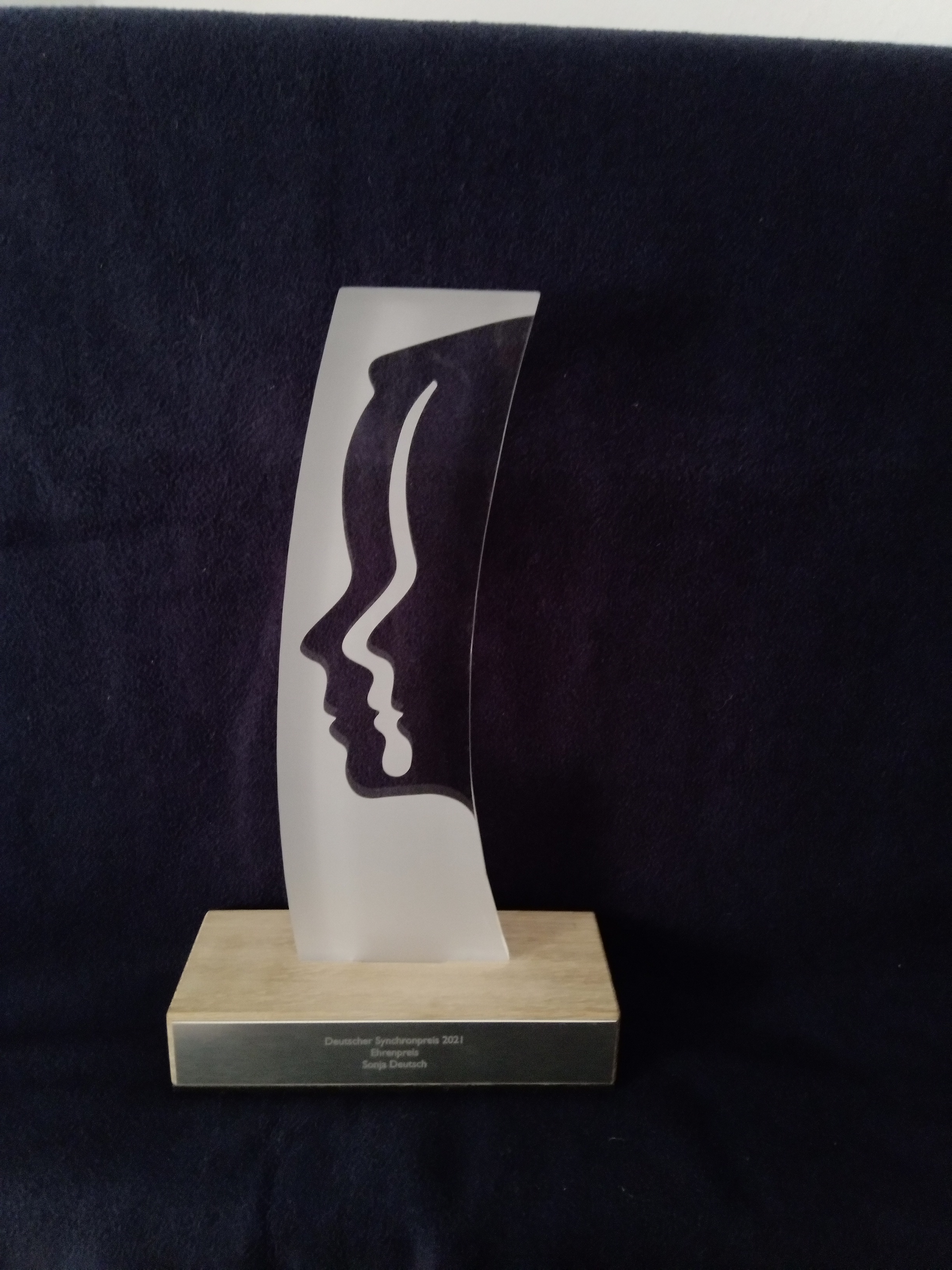
Abbildung eines Deutschen Synchronpreises (Ehrenpreis) für Sonja Deutsch, 2021

2008 trat erstmals der Bundesverband Deutscher Synchronproduzenten e. V. (BVDSP) als Veranstalter auf. Wegen Differenzen zwischen dem BVDSP und dem ursprünglichen Initiator beschloss der Verband jedoch, sich 2011 nicht am Deutschen Preis für Synchron zu beteiligen. Aufgrund des Boykotts der BVDSP-Mitglieder entschieden Veranstalter und Jury des Wettbewerbs, die Preisverleihung in jenem Jahr nicht stattfinden zu lassen. Die Anzahl der eingereichten Filme und Serien sei zu gering und die Auswahl an Produktionen nicht mehr repräsentativ gewesen. Hiernach wurde die Auszeichnung mehrere Jahre lang nicht vergeben.

### Deutscher Synchronpreis (seit 2019)
Im Dezember 2018 gab der Synchronverband e. V. – Die Gilde bekannt, nunmehr erneut einen Jurypreis verleihen zu wollen, um auf die hohe Qualität der deutschsprachigen Synchronisation aufmerksam zu machen. Da „eine gute Synchronisation nur als Teamwork gelingt“, werden fortan ausschließlich gesamte Produktionen prämiert. Lediglich der Ehrenpreis für das Lebenswerk bezieht sich auf die Leistungen einzelner Künstler. Über die Nominierten und Preisträger entscheidet eine Fachjury, der ein Filmkritiker, ein Redakteur und Vertreter der Synchronbranche angehören.
Am 23. Mai 2019 fand im Tipi am Kanzleramt in Berlin die erste Verleihung der wiederbelebten Auszeichnung statt. Die Veranstaltung 2020 wurde wegen der Corona-Pandemie gestreamt, 2021 fand die Verleihung erneut im Tipi am Kanzleramt statt.

## Preisträger

### Jahr 2001
Verleihung am 17. Oktober 2001 in Burg (Spreewald):
| Kategorie                              | Preisträger                                                                   |
| -------------------------------------- | ----------------------------------------------------------------------------- |
| Herausragende weibliche Synchronarbeit | Regine Albrecht als Stimme von Brenda Blethyn in Grasgeflüster                |
| Herausragende männliche Synchronarbeit | Detlev Witte als Stimme von Jason Robards in Magnolia                         |
| Herausragendes Synchronwerk            | Eberhard Storeck für Synchrondrehbuch und Synchronregie des Films Oscar Wilde |

### Jahr 2002
Verleihung am 10. Oktober 2002 in Burg (Spreewald):
| Kategorie                              | Preisträger                                                                     |
| -------------------------------------- | ------------------------------------------------------------------------------- |
| Herausragende weibliche Synchronarbeit | Corinna Harfouch als Stimme von Isabelle Huppert in Die Klavierspielerin        |
| Herausragende männliche Synchronarbeit | Thomas Fritsch als Stimme von Miguel Sandoval in Second Chance – Alles wird gut |
| Herausragende Nachwuchsleistung        | Maximilian Artajo in Der kleine Eisbär                                          |
| Herausragendes Synchrondrehbuch        | Hilke Flickenschildt für Jalla! Jalla!                                          |
| Herausragende Synchronregie            | Matthias Grimm für Blinkende Lichter                                            |
| Herausragendes Gesamtwerk              | Die fabelhafte Welt der Amélie (Neue Tonfilm München)                           |

### Jahr 2003
Verleihung am 13. November 2003 in Burg (Spreewald):
| Kategorie                                                          | Preisträger                                                                      |
| ------------------------------------------------------------------ | -------------------------------------------------------------------------------- |
| Herausragende weibliche Synchronarbeit                             | Veronika Neugebauer als Stimme von Eileen Walsh in Die unbarmherzigen Schwestern |
| Herausragende männliche Synchronarbeit                             | Joachim Kerzel als Stimme von Jack Nicholson in About Schmidt                    |
| Herausragende Nachwuchsleistung                                    | Manja Doering als Stimme von Reese Witherspoon in Ernst sein ist alles           |
| Herausragendes Synchrondrehbuch                                    | Andreas Fröhlich für Der Herr der Ringe: Die zwei Türme                          |
| Herausragende Synchronregie                                        | Marina Köhler für Die unbarmherzigen Schwestern                                  |
| Herausragend synchronisierte TV-Serie                              | Ally McBeal (Interopa Film)                                                      |
| Herausragende Leistung im Bereich Filmsynchron bei Co-Produktionen | Der Pianist (Studio Babelsberg Synchron)                                         |
| Herausragendes Gesamtwerk                                          | Sesamstraße (Studio Hamburg Synchron)                                            |

### Jahr 2004
Verleihung am 28. Oktober 2004 in Burg (Spreewald):
| Kategorie                              | Preisträger                                                                   |
| -------------------------------------- | ----------------------------------------------------------------------------- |
| Herausragende weibliche Synchronarbeit | Andrea Kathrin Loewig als Stimme von Charlize Theron in Monster               |
| Herausragende männliche Synchronarbeit | Hans-Werner Bussinger als Stimme von Rémy Girard in Die Invasion der Barbaren |
| Herausragende Nachwuchsleistung        | Saskia Schikora als Stimme von Emma Bolger in In America                      |
| Herausragendes Gesamtschaffen          | Michael Chevalier                                                             |
| Herausragendes Synchrondrehbuch        | Alexander Löwe für Die Invasion der Barbaren                                  |
| Herausragende Synchronregie            | Marianne Groß für 21 Gramm und In America                                     |
| Herausragend synchronisierte TV-Serie  | Band of Brothers – Wir waren wie Brüder (Blackbird Music)                     |

### Jahr 2006
Verleihung am 26. Januar 2006 in Potsdam-Babelsberg:
| Kategorie                                               | Preisträger                                                |
| ------------------------------------------------------- | ---------------------------------------------------------- |
| Herausragende weibliche Synchronarbeit                  | Gisela Fritsch als Stimme von Cloris Leachman in Spanglish |
| Herausragende männliche Synchronarbeit                  | Wolfgang Condrus als Stimme von Choi Min-sik in Oldboy     |
| Herausragende Nachwuchsleistung                         | Patricia Jahn als Stimme von Shelbie Bruce in Spanglish    |
| Herausragendes Gesamtschaffen                           | Friedrich Schoenfelder                                     |
| Herausragendes Synchrondrehbuch                         | Klaus Bickert für Charlie und die Schokoladenfabrik        |
| Herausragende Synchronregie                             | Mina Kindl für Das Meer in mir                             |
| Herausragend synchronisierte TV-Serie                   | 24 (Interopa Film)                                         |
| Herausragend synchronisierter Trick- und Animationsfilm | Lazy Town (Blackbird Music)                                |
| Publikumspreis Anm.                                     | Gilmore Girls (Interopa Film)                              |

### Jahr 2007
Verleihung am 22. März 2007 in Potsdam-Babelsberg:
| Kategorie                              | Preisträger                                                                |
| -------------------------------------- | -------------------------------------------------------------------------- |
| Herausragende weibliche Synchronarbeit | Suzanne von Borsody als Stimme von Joan Allen in Yes                       |
| Herausragende männliche Synchronarbeit | Stefan Krause als Stimme von Philip Seymour Hoffman in Capote              |
| Herausragende Nachwuchsleistung        | Friedel Morgenstern als Stimme von Abigail Breslin in Little Miss Sunshine |
| Herausragendes Gesamtschaffen          | Jürgen Thormann und Rolf Schult                                            |
| Herausragendes Dialogbuch              | Matthias von Stegmann für Yes                                              |
| Herausragende Synchronregie            | Axel Malzacher für Syriana                                                 |
| Herausragend synchronisierte TV-Serie  | Monk (Hermes Synchron)                                                     |
| Publikumspreis Anm.                    | Criminal Minds (EuroSync)                                                  |

### Jahr 2008
Verleihung am 3. April 2008 in Berlin:
| Kategorie                                    | Preisträger                                                                          |
| -------------------------------------------- | ------------------------------------------------------------------------------------ |
| Herausragende weibliche Synchronarbeit       | Jasmin Tabatabai in Persepolis und als Stimme von Marion Cotillard in La vie en rose |
| Herausragende männliche Synchronarbeit       | Tobias Meister als Stimme von Forest Whitaker in Der letzte König von Schottland     |
| Herausragende Nachwuchsleistung              | Valentina Bonalana als Stimme von Lihle Mvelase in Eine Frau namens Yesterday        |
| Herausragendes Gesamtschaffen                | Eckart Dux                                                                           |
| Herausragendes Dialogbuch                    | Ursula von Langen für Klang der Stille                                               |
| Herausragende Synchronregie                  | Heinz Freitag für Die History Boys – Fürs Leben lernen                               |
| Herausragend synchronisierte TV-Serie        | Weeds – Kleine Deals unter Nachbarn (Arena Synchron)                                 |
| Herausragend synchronisierter Animationsfilm | Ratatouille (Film- & Fernseh-Synchron)                                               |
| Publikumspreis Anm.                          | Dr. House (Cine Entertainment Europe)                                                |

### Jahr 2009
Verleihung am 2. April 2009 in Berlin:
| Kategorie                                    | Preisträger                                                                      |
| -------------------------------------------- | -------------------------------------------------------------------------------- |
| Herausragende weibliche Synchronarbeit       | Sabine Arnhold als Stimme von Xenia Rappoport in Die Unbekannte                  |
| Herausragende männliche Synchronarbeit       | Olaf Reichmann als Stimme von Mathieu Amalric in Schmetterling und Taucherglocke |
| Herausragende Nachwuchsleistung              | Pauline Hillebrand als Stimme von Clara Dossena in Die Unbekannte                |
| Herausragendes Gesamtschaffen                | Barbara Ratthey                                                                  |
| Herausragendes Dialogbuch                    | Beate Klöckner für Schmetterling und Taucherglocke                               |
| Herausragende Synchronregie                  | Christoph Cierpka für Gomorrha – Reise in das Reich der Camorra                  |
| Herausragend synchronisierte TV-Serie        | Extras (Berliner Synchron)                                                       |
| Herausragend synchronisierter Animationsfilm | SpongeBob Schwammkopf (Deutsche Synchron)                                        |

### Jahr 2010
Verleihung am 23. März 2010 in Potsdam:
| Kategorie                                    | Preisträger |
| -------------------------------------------- | --- |
| Herausragende weibliche Synchronarbeit       | Ulrike Stürzbecher als Stimme von Kate Winslet in Der Vorleser                                                                |
| Herausragende männliche Synchronarbeit       | Michael Lott als Stimme von Kad Merad in Willkommen bei den Sch’tis                                                           |
| Herausragende Nachwuchsleistung              | Lukas Schust als Stimme von Azharuddin Ismail in Slumdog Millionär und von Asa Butterfield in Der Junge im gestreiften Pyjama |
| Herausragendes Gesamtschaffen                | Gert Rabanus |
| Herausragendes Dialogbuch                    | Beate Klöckner für Willkommen bei den Sch’tis                                                                                 |
| Herausragende Synchronregie                  | Björn Schalla für Notorious B.I.G.                                                                                            |
| Herausragend synchronisierte TV-Serie        | Californication (Interopa Film)                                                                                               |
| Herausragend synchronisierter Animationsfilm | Oben (Film- & Fernseh-Synchron)                                                                                               |

### Jahr 2019
| Übersicht über die Nominierungen des Jahres 2019 | |
| Beste Komödie                                    | - Jumanji: Willkommen im Dschungel (Berliner Synchron) - The Death of Stalin (Neue Tonfilm München) - The Happytime Murders (RC Production)                                   |
| Bestes Drama                                     | - A Star Is Born (RC Production) - BlacKkKlansman (Interopa Film) - Three Billboards Outside Ebbing, Missouri (Interopa Film)                                                 |
| Bester Animationsfilm                            | - Coco – Lebendiger als das Leben! (Film- & Fernseh-Synchron) - Hotel Transsilvanien 3 – Ein Monster Urlaub (Berliner Synchron) - Isle of Dogs – Ataris Reise (RC Production) |
| Beste Comedyserie                                | - Fleabag (Arena Synchron) - Modern Family (Arena Synchron) - The Marvelous Mrs. Maisel (Scalamedia)                                                                          |
| Beste Dramaserie                                 | - Game of Thrones (Film- & Fernseh-Synchron) - Westworld (Interopa Film) - The Americans (Arena Synchron)                                                                     |
| Beste Animationsserie                            | - Hotel Transsilvanien – Die Serie (Splendid Synchron) - King Julien (Hermes Synchron) - Lost in Oz (Film- & Fernseh-Synchron)                                                |

Verleihung am 23. Mai 2019 in Berlin:
| Kategorie                     | Preisträger                                                 |
| ----------------------------- | ----------------------------------------------------------- |
| Beste Komödie                 | The Death of Stalin (Neue Tonfilm München)                  |
| Bestes Drama                  | A Star Is Born (RC Production)                              |
| Bester Animationsfilm         | Coco – Lebendiger als das Leben! (Film- & Fernseh-Synchron) |
| Beste Comedyserie             | Fleabag (Arena Synchron)                                    |
| Beste Dramaserie              | Game of Thrones (Film- & Fernseh-Synchron)                  |
| Beste Animationsserie         | Lost in Oz (Film- & Fernseh-Synchron)                       |
| Ehrenpreis für das Lebenswerk | Luise Lunow und Friedrich G. Beckhaus                       |

### Jahr 2020
| Übersicht über die Nominierungen des Jahres 2020 | |
| Beste Komödie                                    | - Green Book – Eine besondere Freundschaft (Neue Tonfilm München) - Once Upon a Time in Hollywood (Berliner Synchron) - Knives Out – Mord ist Familiensache (Scalamedia) |
| Bestes Drama                                     | - Bohemian Rhapsody (Interopa Film) - Joker (Interopa Film) - Ben is Back (Splendid Synchron)                                                                            |
| Bester Animationsfilm                            | - Der König der Löwen (Film- & Fernseh-Synchron) - Die Eiskönigin II (Film- & Fernseh-Synchron) - Elliot, das kleinste Rentier (Splendid Synchron)                       |
| Beste Comedyserie                                | - Modern Family (Arena Synchron) - The Marvelous Mrs. Maisel (Scalamedia) - Pure (Neue Tonfilm München)                                                                  |
| Beste Dramaserie                                 | - Star Trek: Picard (Arena Synchron) - Chernobyl (Scalamedia) - The Boys (Arena Synchron)                                                                                |
| Beste Animationsserie                            | - Die Simpsons (Arena Synchron) - Family Guy (Arena Synchron) - Die Abenteuer des Captain Underpants (Interopa Film)                                                     |

### Jahr 2021
| Übersicht über die Nominierungen des Jahres 2021 | |
| Beste Komödie                                    | - The King of Staten Island (Iyuno Germany) - Forte (Arena Synchron) - Hexen hexen (RC Production Kunze & Wunder GmbH & Co. KG)           |
| Bestes Drama                                     | - The Boys in the Band (Interopa Film) - Vergiftete Wahrheit (Splendid Film) - Tenet (RC Production Kunze & Wunder GmbH & Co. KG)         |
| Bester Animationsfilm                            | - Käpt'n Säbelzahn und der magische Diamant - Soul (FFS Film- & Fernseh-Synchron GmbH) - Trolls World Tour (FFS- & Fernseh-Synchron GmbH) |
| Bester Arthousefilm                              | - Uncle Frank (Arena Synchron) - Sound of Metal (FFS- & Fernseh-Synchron GmbH) - Falling (Neue Tonfilm)                                   |
| Beste Comedyserie                                | - Breeders (Arena Synchron) - The Marvelous Mrs. Maisel (Scalamedia) - Avenue 5 (Hermes Synchron)                                         |
| Beste Dramaserie                                 | - Lupin (Eclair Studios Germany) - EL Cid (Arena Synchron) - In Therapie (Eclair Studios Germany)                                         |
| Beste Animationsserie                            | - Bug Diaries – Wurm Tagebuch (Scalamedia) - Star Trek: Lower Decks (Arena Synchron) - Wizards                                            |
| Beste Arthouseserie                              | - Gösta (Splendid Film) - Happily Married (Splendid Film) - The New Pope (Arena Synchron)                                                 |

Die Verleihung fand am 15. September 2021 im Tipi am Kanzleramt in Berlin statt.
| Kategorie             | Preisträger                                              |
| --------------------- | -------------------------------------------------------- |
| Beste Komödie         | Hexen hexen (RC Production Kunze & Wunder GmbH & Co. KG) |
| Bestes Drama          | Vergiftete Wahrheit (Splendid Film)                      |
| Bester Animationsfilm | Soul (Film- & Fernseh-Synchron)                          |
| Bester Arthousefilm   | Uncle Frank (Arena Synchron)                             |
| Beste Comedyserie     | Breeders (Arena Synchron)                                |
| Beste Dramaserie      | Lupin (Eclair Studios Germany)                           |
| Beste Animationsserie | Wizards                                                  |
| Beste Arthouseserie   | The New Pope (Arena Synchron)                            |

2022 fand aufgrund der COVID-19-Pandemie keine Verleihung statt.

### Jahr 2023
| Übersicht über die Nominierungen des Jahres 2023 | |
| Beste Komödie                                    | - The Lost City – Das Geheimnis der verlorenen Stadt (RC Production Kunze & Wunder GmbH & Co. KG) - Massive Talent (Neue Tonfilm München) - Cinderella (Arena Synchron) |
| Bestes Drama                                     | - Respect (Interopa Film) - King Richard (Neue Tonfilm München) - Der Gesang der Flusskrebse (Iyuno Germany)                                                            |
| Bester Animationsfilm                            | - Encanto (FFS Film- & Fernseh-Synchron GmbH) - Guillermo del Toros Pinocchio (Interopa Film) - Das Seeungeheuer (Iyuno Germany)                                        |
| Bester Arthousefilm                              | - The Father (Splendid Film) - Come on Come on (FFS Film- & Fernseh-Synchron GmbH) - The Menu (FFS- & Fernseh-Synchron GmbH)                                            |
| Beste Comedyserie                                | - Wednesday (Iyuno Germany) - The Marvelous Mrs. Maisel (Scalamedia) - The White Lotus (TaunusFilm)                                                                     |
| Beste Dramaserie                                 | - Peripherie (Arena Synchron) - Dahmer-Monster: Die Geschichte von Jeffrey Dahmer (VSI Synchron) - Genera+ion (Hermes Synchron)                                         |
| Beste Animationsserie                            | - The Legend of Vox Machina (Arena Synchron) - Fairfax (Arena Synchron) - Dragons – Die 9 Welten (Splendid Film)                                                        |
| Beste Arthouseserie                              | - Voltaire High – Die Mädchen kommen (Arena Synchron) - Sin Límites – Ohne Grenzen (Arena Synchron) - Sort Of (Hermes Synchron)                                         |

| Kategorie             | Preisträger                                |
| --------------------- | ------------------------------------------ |
| Beste Komödie         | Massive Talent (Neue Tonfilm München)      |
| Bestes Drama          | Der Gesang der Flusskrebse (Iyuno Germany) |
| Bester Animationsfilm | Encanto (FFS Film- & Fernseh-Synchron)     |
| Bester Arthousefilm   | The Father (Splendid Film)                 |
| Beste Comedyserie     | The Marvelous Mrs. Maisel (Scalamedia)     |
| Beste Dramaserie      | Peripherie (Arena Synchron)                |
| Beste Animationsserie | The Legend of Vox Machina (Arena Synchron) |
| Beste Arthouseserie   | Sort Of (Hermes Synchron)                  |

Die Verleihung fand am 7. Juli 2023 im Tipi am Kanzleramt in Berlin statt.